# Splinter (Teenage Mutant Ninja Turtles)
Splinter (alias Meester Splinter) is een personage uit strips, televisieseries en films van de Teenage Mutant Ninja Turtles. Splinter is de ninjutsuleraar en vaderfiguur van de TMNT. Splinter staat tevens bekend als een van de sterkste ninjutsu meesters.
In bijna alle incarnaties van de TMNT is Splinter een rat, die net als de Turtles muteerde tot een antropomorfe vorm door toedoen van een groen slijm. Waar Splinter als rat oorspronkelijk vandaan kwam varieert per incarnatie. In de eerste animatieserie was Splinter echter Hamato Yoshi, een ninjutsumeester die door het slijm veranderde in een rat. Ook de kleur van Splinters vacht varieert per incarnatie. Meestal is hij bruin, maar ook weleens grijs.

## Originele strips
In de originele strips (en in de films en de tweede animatieserie) was Splinter de huisrat van een ninjameester genaamd Hamato Yoshi. Splinter was zeer intelligent voor een rat, en leerde zelf ninjutsu door enkel zijn meesters bewegingen na te doen. Yoshi raakte verwikkeld in een conflict met een andere ninja genaamd Oroku Nagi toen hij verliefd werd op een vrouw genaamd Tang Shen. Toen Nagi de vrouw sloeg omdat haar aandacht uitging naar Yoshi, doodde Yoshi Nagi in een gevecht.
Yoshi en Splinter vluchtten beide naar  New York alwaar Yoshi werd vermoord door Nagi’s jongere broer, Saki, beter bekend als de Shredder.
Zonder huis zwierf Splinter door de riolen van New York. Hij was getuige van een ongeluk waarbij een cilinder met chemicaliën uit een truck vloog en een kom met vier babyschildpadden uit de handen van een jongetje sloeg. De schildpadden en de gebroken cilinder vielen in het riool, en toen Splinter de schildpadden redde werden ze allemaal blootgesteld aan het slijm in de cilinder.
In de loop der tijd veranderde het slijm hen allemaal. Ze werden groter en meer menselijk van vorm, en hun intelligentie nam toe. Splinter noemde de schildpadden Leonardo, Donatello, Raphael, en Michelangelo en voedde hen op als zijn zonen. Daarbij leerde hij ze ook ninjutsu zodat ze op een dag misschien de dood van Hamato Yoshi konden wreken en de Shredder, die een machtige organisatie had opgericht in de New Yorkse onderwereld, uitschakelen.
Na een lang leven stierf Splinter uiteindelijk in deel 10 van Volume 4 van de Mirage comic. Zijn begrafenis volgde in deel 11. Splinter stierf een natuurlijke dood door ouderdom.

## Eerste animatieserie en Archie comics
In de eerste animatieserie en de hierop gebaseerde stripserie van Archie comics werd Splinters oorsprong drastisch veranderd. In deze serie was hij zelf Yoshi, en kreeg door zijn rivaal Oroku Saki de poging tot moord op hun meester in de schoenen geschoven. Omdat hij zijn onschuld niet kon bewijzen vluchtte hij naar New York en ging in de riolen wonen. Hier kwam hij vier baby schildpadden tegen. Hij hield ze als huisdier. Later vonden de schildpadden een gebroken cilinder met een groen slijm erin. Terwijl Yoshi probeerde het slijm van hen af te vegen met zijn blote handen, werden ze alle vijf eraan blootgesteld. Het slijm bleek een speciaal mutageen te zijn dat een levend wezen veranderde in een mutant. Wat voor mutant werd bepaald door DNA van een andere levensvorm waar het wezen mee in contact was gekomen. De schildpadden, die waren aangeraakt door Yoshi, veranderden in mensachtige schildpadden. Yoshi, die regelmatig een rat tegenkwam in de riolen, werd een mensachtige rat.
Sindsdien voedde Yoshi de turtles op en gaf ze namen van zijn favoriete kunstenaars uit de renaissance. Ook leerde hij hen ninjutsu. Zelf kreeg hij van zijn “zonen” de bijnaam Splinter vanwege de manier waarop hij zijn vijanden “versplinterde” (in de animatieserie was de naam afkomstig van hoe Yoshi houten planken versplinterde bij zijn trainingen).
In de animatieserie en Archie comics strips is Splinter een lichtbruine rat met een rode kimono en verband om zijn voeten. Zijn stem werd in de animatieserie gedaan door Peter Renaday.

### Trivia
- Op de doos van het Splinter actiefiguurtje dat was gemaakt naar aanleiding van de animatieserie stond vermeld dat Splinter een IQ heeft van 475.

## Films
In de Teenage Mutant Ninja Turtles film is Splinters oorsprong vrijwel gelijk aan die in de Mirage comics strips. Het enige verschil is dat de dood van Nagi werd weggelaten als reden dat Saki slecht werd. In plaats daarvan was in de film Saki al vanaf het begin Yoshi’s rivaal. Ook traint Splinter de vier Turtles in de film niet met het doel dat ze Yoshi kunnen wreken, maar om zijn oude meester te eren.
In de eerste film wordt Splinter ontvoerd door de Foot Clan, maar kan de Turtles nog bereiken via mediatie. In de climax van de film vecht Splinter zelf tegen de Shredder, die van een gebouw valt blijkbaar zijn dood tegemoet.
In de tweede film verdwijnt Splinter meer naar de achtergrond. Zijn enige noemenswaardige daad is wanneer hij de Turtles redt van de Foot Clan door een net waar ze in vastzitten kapot te schieten. Wel heeft hij meer dialogen dan in de eerste film.
In de derde film is hij weer niet echt van de partij. Hij houdt Casey en vier samurais uit het oude Japan (die per ongeluk naar het heden werden getransporteerd toen de Turtles zelf naar het verleden reisden) op de hoogte van de gebeurtenissen in het verleden.
In de eerste en tweede film werd Splinters stem gedaan door Kevin Clash. In de derde film werd zijn stem gedaan door James Murray.
In de TMNT film uit 2007 werd Splinters stem gedaan door de inmiddels overleden acteur Mako Iwamatsu. Hij is in de film duidelijk bezorgd over het feit dat zijn zonen uit elkaar zijn gegroeid sinds de dood van Shredder. Hij roept ze weer bij elkaar wanneer een nieuwe vijand opduikt. Splinter wordt in de film vooral neergezet als een bron van wijsheid voor zijn zonen. Hij helpt Max Winters aan het einde van de film om een leger monsters tegen te houden.
In de animatiefilm Teenage Mutant Ninja Turtles: Mutant Mayhem uit 2023 wordt Splinter ingesproken door Jackie Chan, en door Jeroen Woe in de Nederlandse nasynchronisatie.

## Tweede animatieserie
In de tweede animatieserie was Splinter's oorsprong eveneens gebaseerd op de Mirage strips. Hij begon zijn leven als een gewone rat die verzeild raakt in het huis van de Ancient One. Hij werd ontdekt door Tang Shen, de dochter van de Ancient One, die hem als huisdier nam. Tang Shen werd verliefd op Hamato Yoshi en de twee werden beschermers van de Utroms, die in het geheim op aarde leefden. Ze werden echter verraden door Yukio Mashimi, die ook verliefd was op Tang Shen. Hij vermoordde haar en verraadde de Utroms aan Shredder. Hamato doodde Yukio en vluchtte met de Utroms en Splinter naar Amerika. Yoshi werd daar opgespoord door Shredder en gedood. Splinter kon ontkomen. Net als in de strips ontmoette hij daarna de Turtles en raakte betrokken bij het ongeluk dat hem tot een antropomorfe rat maakte.
In deze animatieserie is Splinter een donkergrijze rat gekleed in een monnikspij. Zijn stem werd ingesproken door Darren Dunstan.

## Derde animatieserie
Splinter is een zorgzame ouder, groot disciplinair meester en Zen filosoof. Omdat hij al eerder een gezin heeft verloren, voelt hij zich gedwongen om voor zijn nieuw gezin heel hard te zorgen. Hij is een groot ninja-meester. De Turtles hebben veel respect voor hem, vooral Leonardo.

## Trivia
- Volgens Peter Laird is Splinters personage gebaseerd op het Marvel Comics personage Stick, de leraar van Daredevil.
- In de TMNT film lijkt Splinter een fan te zijn van Gilmore Girls.
- Op het actiefiguurdoosje van Splinter stond dat hij een IQ had van 475.